# Штокум-Пишен
Штокум-Пишен (њем. Stockum-Püschen) општина је у њемачкој савезној држави Рајна-Палатинат. Једно је од 192 општинска средишта округа Вестервалд. Према процјени из 2010. у општини је живјело 680 становника. Посједује регионалну шифру (AGS) 7143298.

## Географски и демографски подаци
Штокум-Пишен се налази у савезној држави Рајна-Палатинат у округу Вестервалд. Општина се налази на надморској висини од 452 метра. Површина општине износи 3,5 km². У самом мјесту је, према процјени из 2010. године, живјело 680 становника. Просјечна густина становништва износи 192 становника/km².